# Okres Trzebnica
Okres Trzebnica (polsky Powiat trzebnicki) je okres v polském Dolnoslezském vojvodství. Rozlohu má 1025,55 km² a v roce 2020 zde žilo 85 226 obyvatel. Sídlem správy okresu je město Trzebnica.

## Gminy
Městsko-vesnické:
- Oborniki Śląskie
- Prusice
- Trzebnica
- Żmigród

Vesnické:
- Wisznia Mala
- Zawonia

## Města
- Oborniki Śląskie
- Prusice
- Trzebnica
- Żmigród

## Sousední okresy
| Růžice kompasu | Góra         | Rawicz          | Milicz    | Růžice kompasu |
| Růžice kompasu | Wołów        | Sever           | Oleśnica  | Růžice kompasu |
| Růžice kompasu | Wołów        | Okres Trzebnica | Oleśnica  | Růžice kompasu |
| Růžice kompasu | Wołów        | Jih             | Oleśnica  | Růžice kompasu |
| Růžice kompasu | Środa Śląska | Vratislav       | Vratislav | Růžice kompasu |